# Alfieriella denticulata
Alfieriella denticulata is een keversoort uit de familie harige schimmelkevers (Cryptophagidae). De wetenschappelijke naam van de soort werd in 1870 gepubliceerd door Flaminio Baudi di Selve.